# Мустафа Арсланович
Мустафа Арсланович (сербохорв. Mustafa Arslanović, нар. 24 лютого 1960, Новий Град) — югославський футболіст, що грав на позиції захисника. По завершенні ігрової кар'єри — тренер.
Виступав, зокрема, за клуб «Динамо» (Загреб), а також національну збірну Югославії.
Чемпіон Югославії. Дворазовий володар Кубка Югославії.

## Клубна кар'єра
Народився 24 лютого 1960 року в місті Новий Град.
У дорослому футболі дебютував 1980 року виступами за команду «Динамо» (Загреб), в якій провів три сезони, взявши участь у 15 матчах чемпіонату. За цей час виборов титул чемпіона Югославії.
Протягом 1983—1984 років захищав кольори клубу «Загреб».
Своєю грою за останню команду знову привернув увагу представників тренерського штабу клубу «Динамо» (Загреб), до складу якого повернувся 1984 року. Цього разу відіграв за «динамівців» наступні чотири сезони своєї ігрової кар'єри. Більшість часу, проведеного у складі загребського «Динамо», був основним гравцем захисту команди.
Згодом з 1988 по 1994 рік грав у складі команд «Асколі» та «Галлешер».
Завершив ігрову кар'єру у команді «Боннер», за яку виступав протягом 1994—1996 років.

## Виступи за збірну
У 1987 році дебютував в офіційних матчах у складі національної збірної Югославії.
Загалом протягом кар'єри в національній команді, яка тривала 1 рік, провів у її формі 1 матч.

## Кар'єра тренера
Розпочав тренерську кар'єру, повернувшись до футболу після невеликої перерви, 2001 року, очоливши тренерський штаб турецького «Болуспор».
Згодом з 2006 по 2008 рік тренував німецький нижчоліговий «Боєль».
| Дата      | Місто     | Господарі | Результат | Гості   | Турнір           | Голи | Примітки |
| --------- | --------- | --------- | --------- | ------- | ---------------- | ---- | -------- |
| 25-3-1987 | Баня-Лука | Югославія | 4 – 0     | Австрія | товариський матч | -    | 36'      |
| Усього    |           | Матчів    | 1         |         | Голів            | 0    |          |

## Титули і досягнення
- Чемпіон Югославії (1):

«Динамо» (Загреб): 1981-1982
- Володар Кубка Югославії (2):

«Динамо» (Загреб): 1980, 1983